# Polycycnis
Polycycnis (abreviado Pcn.) es un género con 17 especies de orquídeas. Es nativo de Panamá, Costa Rica, Colombia, Guyana, y Perú.

## Descripción
Sus pseudobulbos son pequeños, ovoides, algo cónicos, levemente comprimidos por los lados,  inicialmente cubiertos por vainas, con un máximo de dos, raramente tres hojas presente sólo en pseudobulbos grandes, son herbáceas, pseudopecioladas. La inflorescencia es larga, racemosa, arqueado, con muchos flores pequeñas, caídas y delgadas, espaciadas a medio final.
Los sépalos y pétalos son similares, membranosos, estrechos. Los pétalos mucho más estrechos que el sépalos, atenuadas en la base. El labio está unido a la base de columna, carnoso, a veces trilobulado, con callo ligulado o deltoide, lóbulos laterales arqueados, el lóbulo medio de formato variable. La columna es muy delgada, y curvado. La antera unilocular con dos polinias apicales cerosa y alargada.
Se distinguen de los géneros Lueckelia y Braemia, recientemente separado, por la presentación de flores algo pubescentes.
El género está más estrechamente relacionado con Kegeliella, sin embargo, algunos taxonomistas consideran que la división del género no parece muy bien establecido hasta ahora. Debido a que hay especies bifoliadas y epiquilo liguladas y especies monofoliadas y epiquilo deltoides, algunos pueden pertenecer a otros géneros o al nuevo género que se creará.

## Distribución y hábitat
Polycycnis consta de una quincena de especies, epífitas, o más a menudo rupícolas que se encuentran en las grietas de las rocas. Es de crecimiento cespitoso, se distribucyen en lugares umbríos de Costa Rica hasta el Sur de Amazonas, su centro de dispersión puede ser considerado el norte Colombia. Dos o tres especies aparecen en Brasil.

## Evolución, filogenia y taxonomía
El género fue propuesto por Heinrich Gustav Reichenbach en Bonplandia 3: 218, en 1855. La especie tipo es Polycycnis muscifera (Lindl. & Paxton) Rchb.f.. Originalmente fue descrito como Cycnoches musciferum Lindley & Paxton.

## Etimología
El nombre del género proviene del griego poli = muchos, y cycnis = cisne, en referencia tanto a la cantidad de flores así como de sus columnas delgadas y arqueadas, que junto con el resto de la flor, recuerda de esta ave.

## Especies dePolycycnis
- Polycycnis acutiloba  Schltr. (1924)
- Polycycnis annectans  Dressler (1977)
- Polycycnis aurita  Dressler (1977)
- Polycycnis barbata  (Lindl.) Rchb.f. (1855)
- Polycycnis blancoi  G. Gerlach (2004)
- Polycycnis escobariana  G. Gerlach (2001)
- Polycycnis gratiosa  Endres & Rchb.f. (1871)
- Polycycnis grayi  Dodson (2003)
- Polycycnis lehmannii  Rolfe (1894)
- Polycycnis lepida  Rchb.f. (1869)
- Polycycnis muscifera  (Lindl. & Paxton) Rchb.f. (1855) - especie tipo -
- Polycycnis pfisteri  Senghas, Tagges & G. Gerlach (1999)
- Polycycnis silvana  F. Barros (1983)
- Polycycnis surinamensis  C. Schweinf. (1948)
- Polycycnis tortuosa  Dressler (1977)
- Polycycnis trullifera  D.E. Benn. & Christenson (1994)
- Polycycnis villegasiana  G. Gerlach (2001)